# اودون

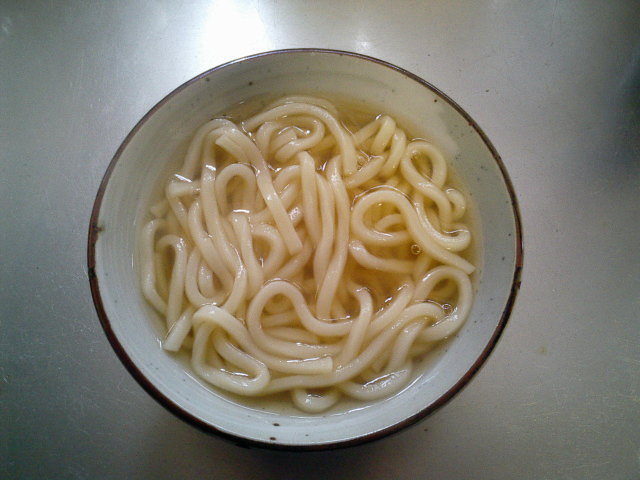
اودون

اودون (به انگلیسی: Udon) (به ژاپنی: うどん) به یک نوع نودل ژاپنی تهیه شده از آرد گندم یا غذای تهیه شده از این نوع نودل گفته می‌شود. مشخصات این نوع نودل کلفتی و ضخامت آن است. اودون جزو غذاهای گرم است و معمولاً در داخل سوپ اودون که دارای طعم‌های مختلف است، سرو می‌شود. از قدیم اودون به عنوان یک غذای سبک جایگزین برنج یا در برخی از اعیاد و مراسم خورده می‌شد.

## انواع اودون
- زارو اودون:رشته را پس از پخت با آب سرد شسته و بر روی زارو (صافی‌ای از جنس خیزران) قرار می‌دهند. سپس اودون در سس جداگانه مخصوصی به نام  تسویو فر برده شده و خورده می‌شود.
- بوکاکه اودون:بر روی اودون سس سویا ریخته و می‌خورند.
- کیتسونه اودون: بر روی اودون یک آبوراآگه می‌گذارند.
- تمپورا اودون:بر روی اودون تمپورا قرار می‌دهند.

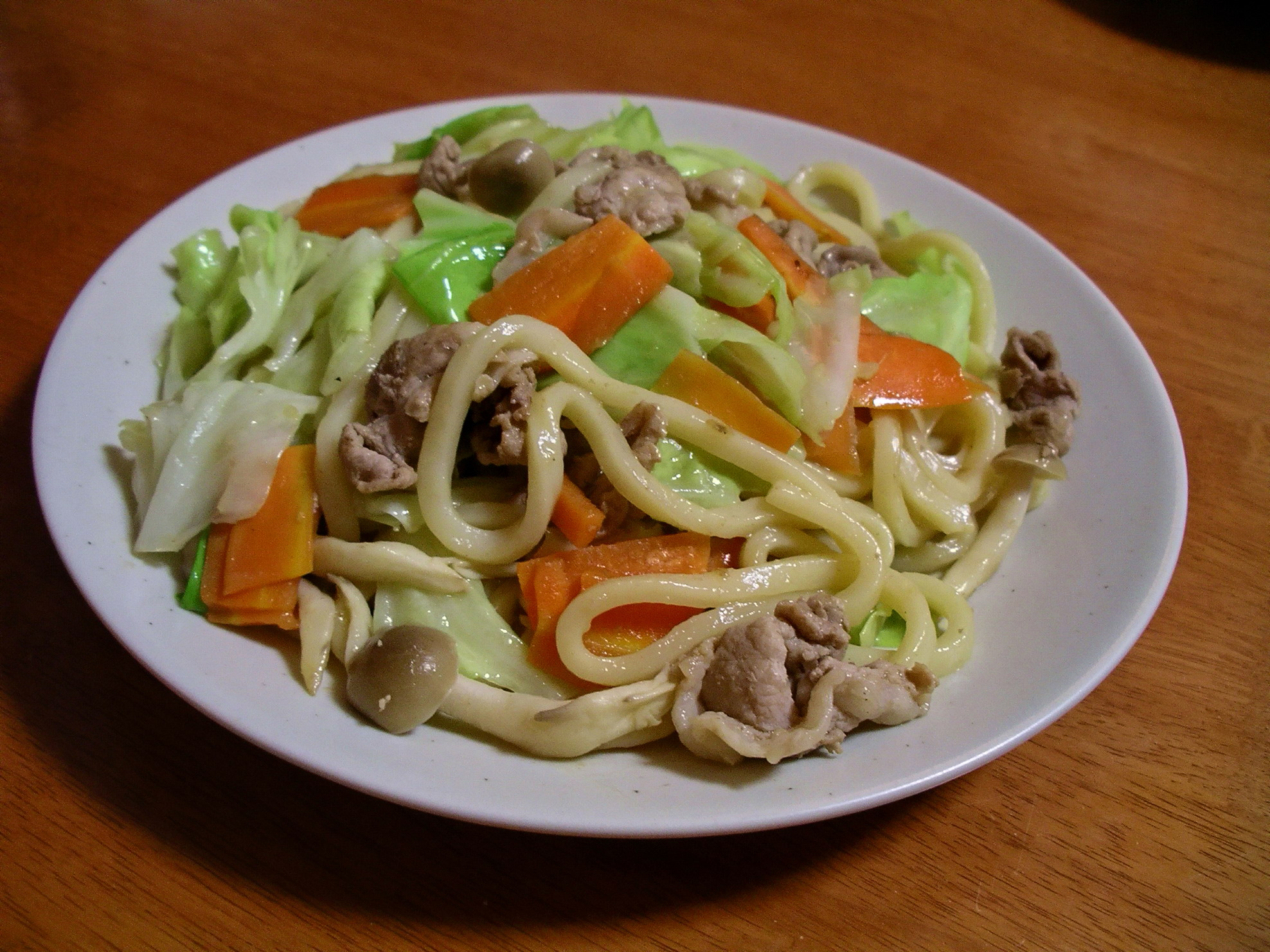
یاکی اودون
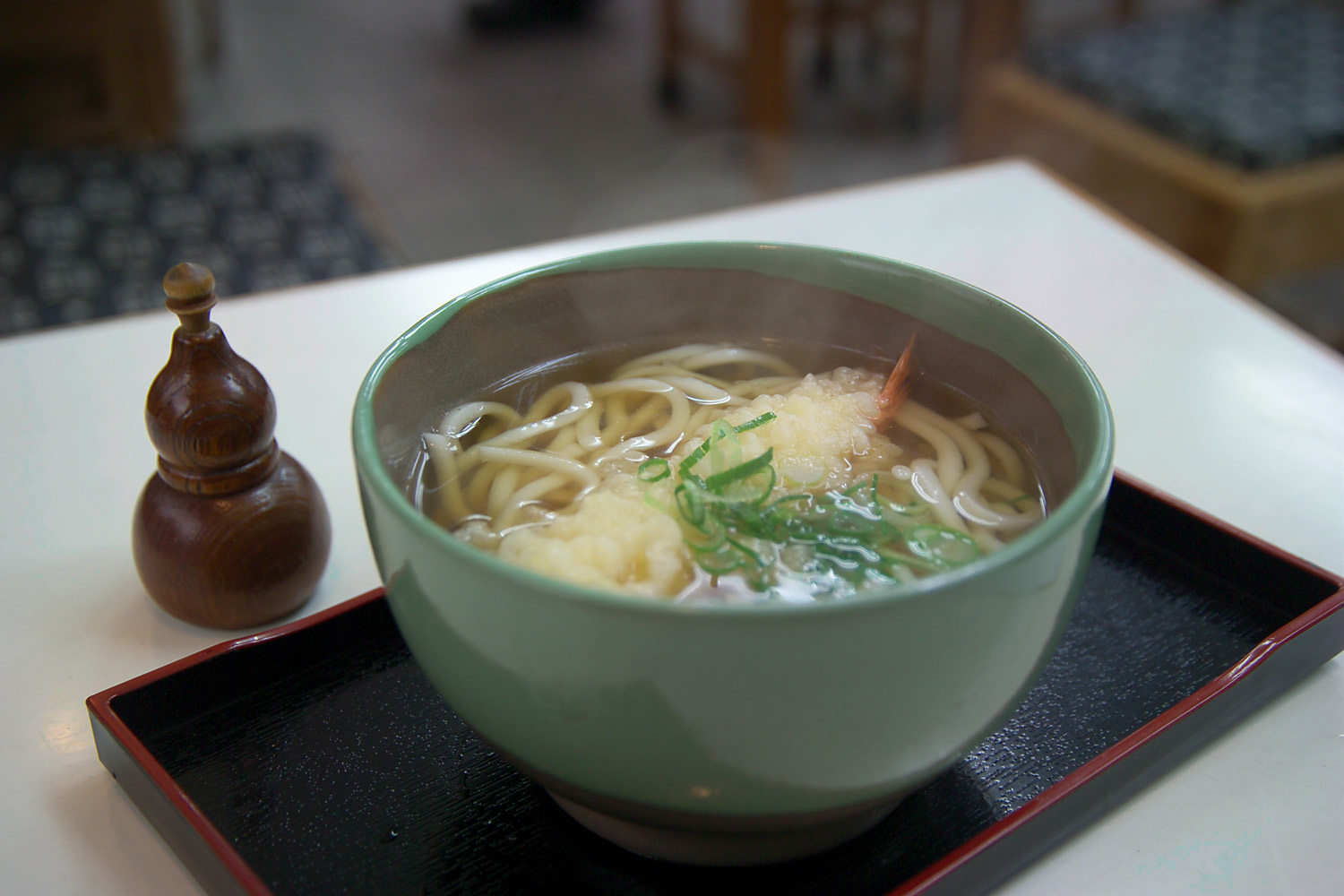
تمپورا اودون